# Razsežnost (vektorski prostor)
Razséžnost (tudi dimenzíja) vektorskega prostora je enaka številu linearno neodvisnih vektorjev tega prostora, oziroma moči baze tega prostora. 
V fiziki ima prostor-čas tri prostorske in eno časovno razsežnost, novejše fizikalne teorije pa napovedujejo, da bi lahko bil prostor sestavljen še iz dodatnih razsežnosti, vendar kvečjemu največ skupaj 11.
Ta izraz so uporabljali tudi v predrimski Italiji.